# Ivaň (ort i Tjeckien, Södra Mähren)
Ivaň är en ort i Tjeckien.   Den ligger i regionen Södra Mähren, i den sydöstra delen av landet, 200 km sydost om huvudstaden Prag. Ivaň ligger 178 meter över havet och antalet invånare är 695.
Terrängen runt Ivaň är huvudsakligen platt, men åt sydost är den kuperad.Runt Ivaň är det ganska tätbefolkat, med 72 invånare per kvadratkilometer. Närmaste större samhälle är Pohořelice, 6,8 km nordväst om Ivaň. Trakten runt Ivaň består till största delen av jordbruksmark.